# Otoci Amami Ōshima, Tokunoshima, Iriomote i sjeverni dio otoka Okinawa
Otoci Amami Ōshima, Tokunoshima, Iriomote i sjeverni dio otoka Okinawa (jap. 奄美大島、徳之島、沖縄島北部及び西表島) je naziv za zaštićeno područje koje se sastoji od 5 lokaliteta na četiri japanska otoka na otočju Ryū Kyū
Ova mjesta su upisana na UNESCO-ov popis mjesta svjetske baštine u Aziji u srpnju 2021. godine zbog svoje bioraznolikosti jer „predstavljaju iznimno raznolik ekosustav biljaka i životinja koji je jedinstven za ovo područje”.
Zajednički naziv ovog zaštićenog područja bio je temom rasprave od njegove nominacije za svjetsku baštinu 2003. godine, pod nazivom Ryūkyū Shotō. Naime, iako pripada istom prirodoslovnom području, otok Amami službeno ne pripada japanskoj povijesnoj pokrajini Ryūkyū (琉球) i lokalna vlast s otoka i prefekture Kagoshima se protivila ovom „etikiranju”. Zbog toga se kandidirano područje preminevalo u Amami–Ryukyu, no 2016. godine UNESCO-ov komitet je zbog „tehničkih razloga” odlučio preimenovati ovo područje u današnji, precizan i opisan naziv koji neće dolaziti u pitanje.

## Odlike
Zaštićena područja, ukupne površine od 426.98 km², nalaze se u sklopu nekoliko nacionalnih parkova (Amami Guntō, Yanbaru i Iriomote-Ishigaki), šumskih rezervata biosfere (Amami Guntō, Yanbaru i Iriomote), rezervata divljine (Yuwan-dake, Yanbaru (Ada) , Yanbaru (Aha), Iriomote i 24 prefekturna zaštićena područja divljine), te spomenika prirode (30 nacionalnih i 22 prefekturna).
Ovdje je zabilježeno 1.819 vrsta viših biljaka, 21 kopnenih sisavaca, 394 ptica, 21 vodozemaca, 36 reptila i 267 slatkovodnih riba, uključujući endemske vrsta kao što su: Amami zec (Pentalagus furnessi), Okinawska barska kokoš (Hypotaenidia okinawae) i Iriomotska mačka (Prionailurus bengalensis iriomotensis). Od njih, 189 vrsta viših biljaka (oko 10% ukupnog broja), kao i 13 kopnenih sisavaca (62%), 5 vrsta ptica, 18 vodozemaca (86%), 23 reptila (64%), 14 slatkovodnih riba i 1.607 od 6.153 vrsta inekata su endemske vrste.

## Zaštićeni lokaliteti
| UNESCO ID | Naziv                                 | Otočje         | Prefektura | Slika | Koordinate                                      | Površina (ha) | Tampon zona (ha) |
| --------- | ------------------------------------- | -------------- | ---------- | ----- | ----------------------------------------------- | ------------- | ---------------- |
| 1574-001  | Amami Ōshima 奄美大島                 | Otočje Amami   | Kagoshima  |       | 28°16′45″N 129°22′42″E / 28.27917°N 129.37833°E | 11.640        | 14.663           |
| 1574-002  | Tokunoshima (a) 徳之島                | Otočje Amami   | Kagoshima  |       | 27°45′48″N 128°58′02″E / 27.76333°N 128.96722°E | 1.724         | 1.813            |
| 1574-003  | Tokunoshima (b) 徳之島                | Otočje Amami   | Kagoshima  |       | 27°51′48″N 128°55′46″E / 27.86333°N 128.92944°E | 791           | 999              |
| 1574-004  | Sjeverni dio otoka Okinawa 沖縄島北部 | Otočje Okinawa | Okinawa    |       | 26°43′29″N 128°13′12″E / 26.72472°N 128.22000°E | 7.721         | 3.398            |
| 1574-005  | Iriomote 西表島                       | Yaeyama        | Okinawa    |       | 24°19′34″N 123°48′31″E / 24.32611°N 123.80861°E | 20.822        | 3.594            |

## Vanjske poveznice
- Nominacija Otoka Amami Ōshima, Tokunoshime, Iriomotea i sjevernog dijela otoka Okinawa  Arhivirana inačica izvorne stranice od 9. veljače 2023. (Wayback Machine) (Japansko ministarstvo okoliša) (engl.)